# 德昂民族解放军
德昂民族解放軍或称德昂军，是缅甸民族地方武装之一，简称TNLA。1963年1月德昂族为维护民族独立自决建立了第一支武装崩龙民族军，为崩龙解放组织所领导，1976年将名称改为崩龙邦解放军。德昂族旧名崩龙族，缅甸称巴朗族，故缅甸常使用巴朗族作为称呼。主要活动于掸邦北部第七特区，即德昂族的一个自治区域。2013年7月和缅甸军政府进行和平会谈，结果并未达成一致，后导致双方多次军事冲突。

## 历史沿革
1963年1月12日，崩龙民族军（PNF）建立。1976年，达孔当（Tar Khon Thaung）将崩龙民族军改编为崩龙邦解放军（PSLA）。1991年4月21日，崩龙邦解放军与缅甸政府签署停火协议。2005年4月29日，崩龙邦解放军被解除武装。崩龙邦解放军与缅甸政府签署停火协议之后，部分常驻泰缅边境的崩龙邦解放军领导人（达艾鹏等人）拒绝承认此协议，他们于1992年1月12日在克伦武装控制区马那普洛（Manerplaw）成立了崩龙邦解放阵线，并加入民族武装联盟民族民主阵线（NDF）。2009年10月，崩龙邦解放阵线召开第三次代表大会，决定并组建了德昂民族解放军。2011年，德昂民族解放军进入德昂族聚居区开展军事行动。

## 兵力
有正规军七个团，士兵约2000人。

## 活动区域
1旅：贵概镇区西部、南坎镇区、木姐镇区东南部
2旅：抹谷镇区（属于曼德勒省）东部、皎梅镇区西部和北部、南山镇区
3旅：曼同镇区、孟密镇区东南部
5旅：贵概镇区

## 外部連接
- Palaung State Liberation Front （页面存档备份，存于）
- TNLA official website （页面存档备份，存于）
- TNLA official blog （页面存档备份，存于）